# Riversul
Riversul, amtlich portugiesisch Município de Riversul, ist eine Kleinstadt mit großem Gemeindegebiet im brasilianischen Bundesstaat São Paulo. Die Entfernung zur Hauptstadt São Paulo beträgt 381 km. Die Bevölkerungszahl wurde zum 1. Juli 2018 auf 5607 Einwohner geschätzt und ist seit der letzten Volkszählung 2010 rückläufig. Die Einwohner, die auf dem etwa 386 km² großen Gebiet (Stand: 2016) leben, werden Riversulenser (portugiesisch riversulenses) oder Riversuler genannt. Die Bevölkerungsdichte lag 2010 bei 16 Personen pro km².

## Lage
Im Westen bildet der Rio Itararé die Gemeindegrenze und ist hier auch die Staatsgrenze zum benachbarten Bundesstaat Paraná. Östlich des Ortskerns führt die Staatsstraße SP-281 in nordwest-südöstlicher Richtung durch das Gemeindegebiet.
Umliegende Orte sind:
| Nordwesten: Santana do Itararé   | Norden: Itaporanga |                |
|                                  |                    | Osten: Itaberá |
| Südwesten: São José da Boa Vista | Süden: Itararé     |                |

Hydrografisch sind neben dem Rio Itararé der Rio Verde (Grüner Fluss) und der Ribeirão Vermelho (Roter Bach) erwähnenswert.

## Klima
Das Klima ist subtropisch gemäßigt nach der Klimaklassifikation nach Köppen und Geiger Cfa. Die Durchschnittstemperatur beträgt 20,5 °C. Die Niederschlagsmenge beträgt durchschnittlich 1222 mm.
Monatliche Durchschnittstemperaturen und -niederschläge für Riversul
|                   | Jan  | Feb  | Mär  | Apr  | Mai  | Jun  | Jul  | Aug  | Sep  | Okt | Nov  | Dez  |   |      |
| Temperatur (°C)   | 23,8 | 23,8 | 22,7 | 20,6 | 17,6 | 16,4 | 16,6 | 18,3 | 19,7 | 21  | 22,4 | 22,9 | Ø | 20,5 |
| Niederschlag (mm) | 175  | 152  | 110  | 80   | 71   | 74   | 53   | 51   | 78   | 132 | 97   | 149  | Σ | 1222 |

## Geschichte
Die Gemeinde wurde 1953 durch Landesgesetz gegründet.

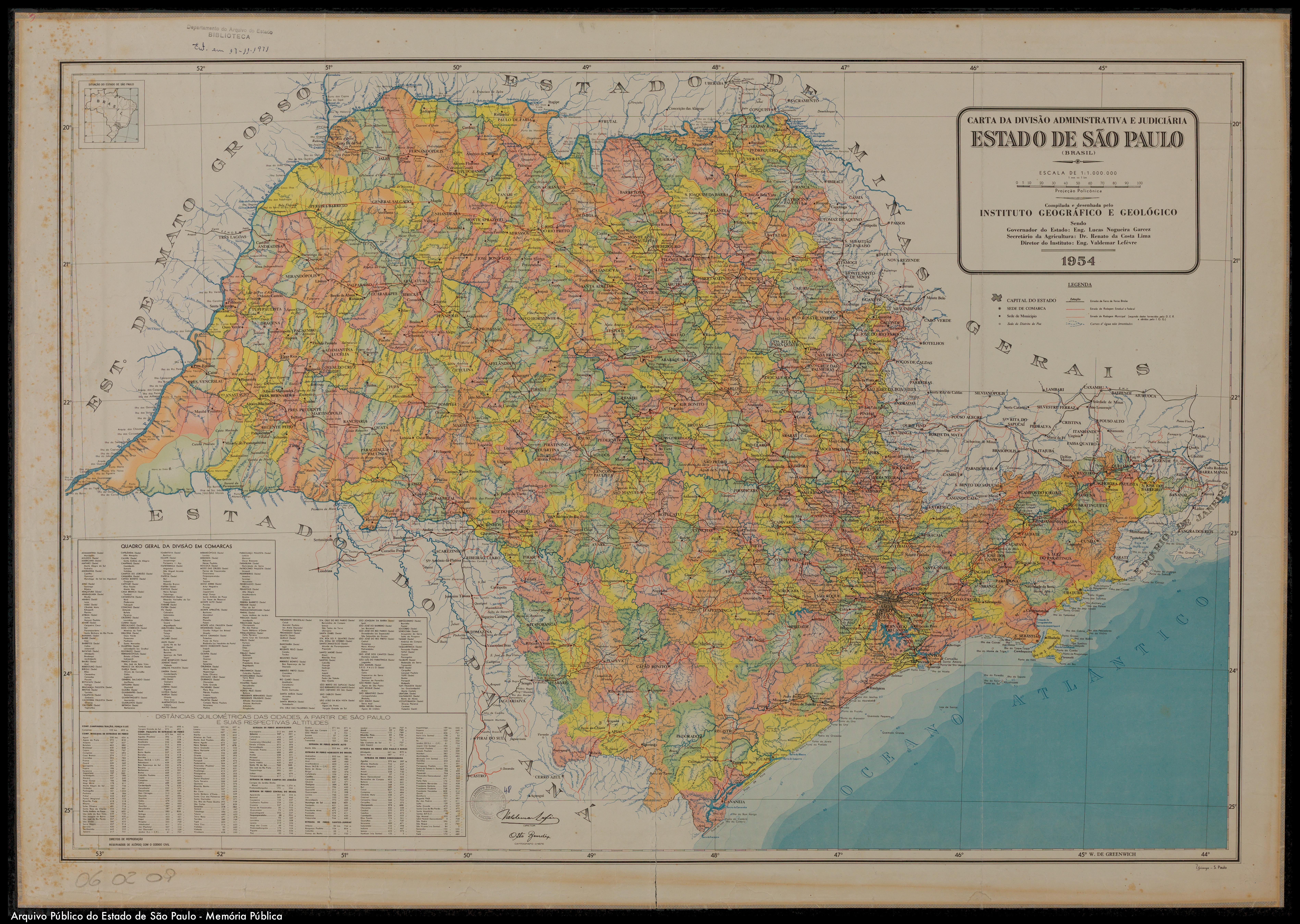
Karte des Bundesstaates São Paulo (1953).

Die Gemeinde Ribeirão Vermelho do Sul wurde 1953 gegründet und 1980 in Riversul, gebildet aus den ersten Silben, umbenannt.
2017 änderte das Instituto Brasileiro de Geografia e Estatística die Zuordnung zu geostatistischen Regionen und teilte die Gemeinde zusammen mit 18 weiteren Munizips der Região geográfica imediata Itapeva und diese der Região geográfica intermediária Sorocaba zu.

## Stadtverwaltung
Exekutive: Bei der Kommunalwahl 2016 wurde José Guilherme Gomes Stadtpräfekt (Bürgermeister) für die Amtszeit von 2017 bis 2020, der für den Partido Democrático Trabalhista (PDT) angetreten war. Die Legislative liegt bei einem Stadtrat (Câmara Municipal) aus neun gewählten Stadtverordneten (vereadores). Die Gemeinde bildet einen Gesamtdistrikt mit Riversul als Verwaltungssitz.

## Wirtschaft
Die Riversulenser leben in durchschnittlichen Verhältnissen; die Stadt hat sehr wenig finanzielle Mittel zur Verfügung. Es sind keine großen Industriebetriebe angesiedelt, vielmehr wird das Bruttosozialprodukt der Stadt durch Dienstleistung und Landwirtschaft erwirtschaftet.
Der Index der menschlichen Entwicklung für Städte, abgekürzt HDI (portugiesisch: IDH-M), lag 1991 bei dem sehr niedrigen Wert von 0,405, im Jahr 2000 bei dem als niedrig eingestuften Wert von 0,555, im Jahr 2010 bei dem mittleren Wert von 0,664.

## Sehenswürdigkeiten
In der Stadtmitte, die auf etwa 587 m ü. NN liegt, befindet sich die katholische Hauptkirche Igreja Bom Jesus. Auf einem der Hügel um Riversul steht eine mehrere Meter hohe Christusstatue. 

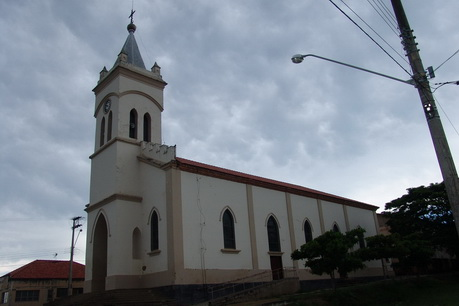
Hauptkirche Igreja Bom Jesus